# Piazza Syntagma
Piazza Syntagma (in greco Πλατεία Συντάγματος?, Platía Sintágmatos, «Piazza della Costituzione») è una delle piazze più famose e importanti di Atene e della Grecia. La piazza si apre di fronte al Parlamento Ellenico. Ha una superficie di circa 25.000 metri quadrati.
Prende il nome dalla costituzione concessa nel 1843 dal re di Grecia Ottone I di Wittelsbach.
Vi si affacciano il palazzo del parlamento ellenico (l'antico palazzo reale) e la tomba del Milite Ignoto, inaugurata nel 1932.
Gli euzoni, i soldati con la caratteristica fustanella (gonnellino) e le babbucce con la punta ricurva, montano perennemente la guardia davanti alla tomba del milite ignoto: la cerimonia del cambio della guardia è una delle tipiche attrazioni turistiche ateniesi.

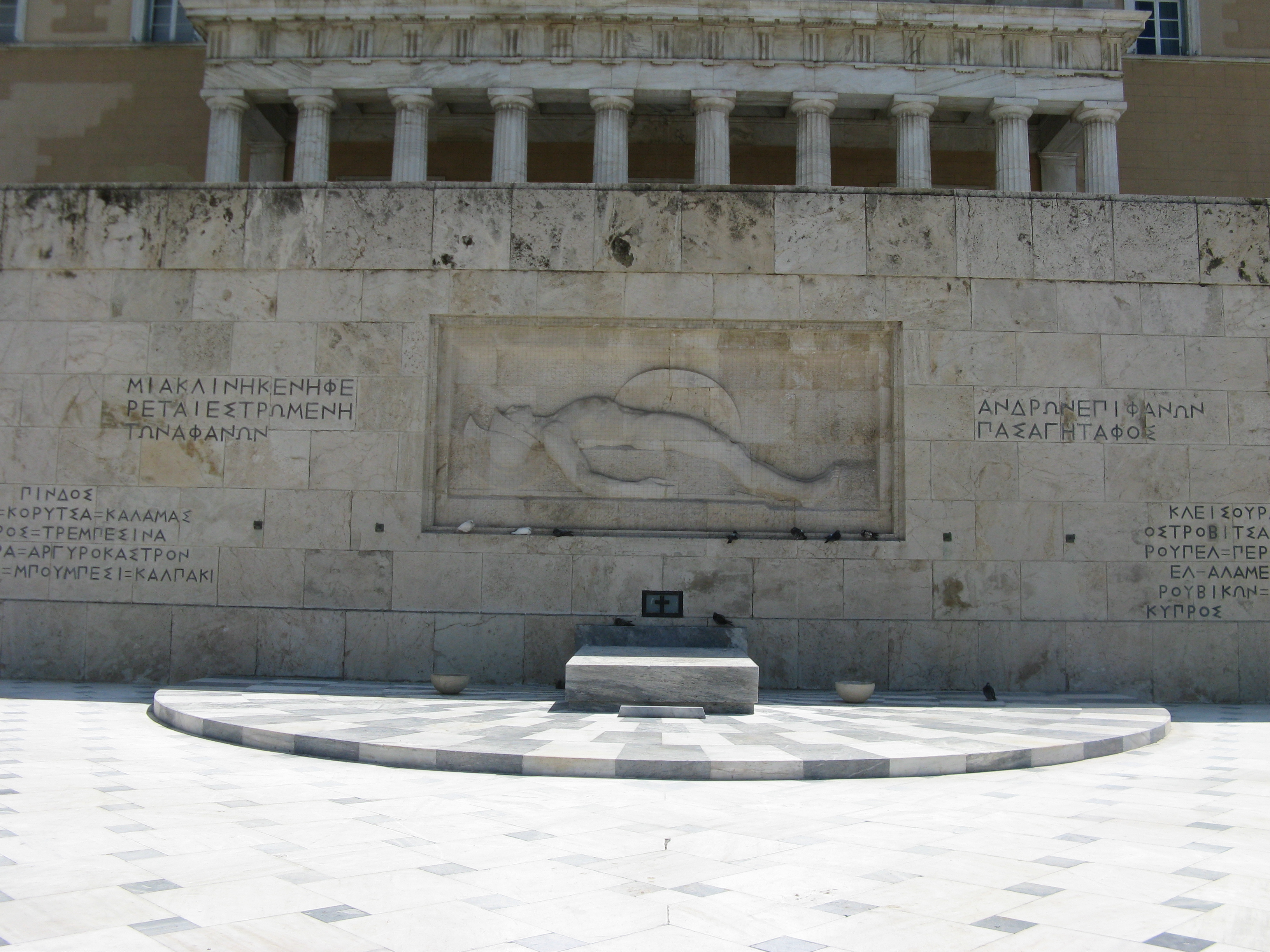
Tomba del milite ignoto
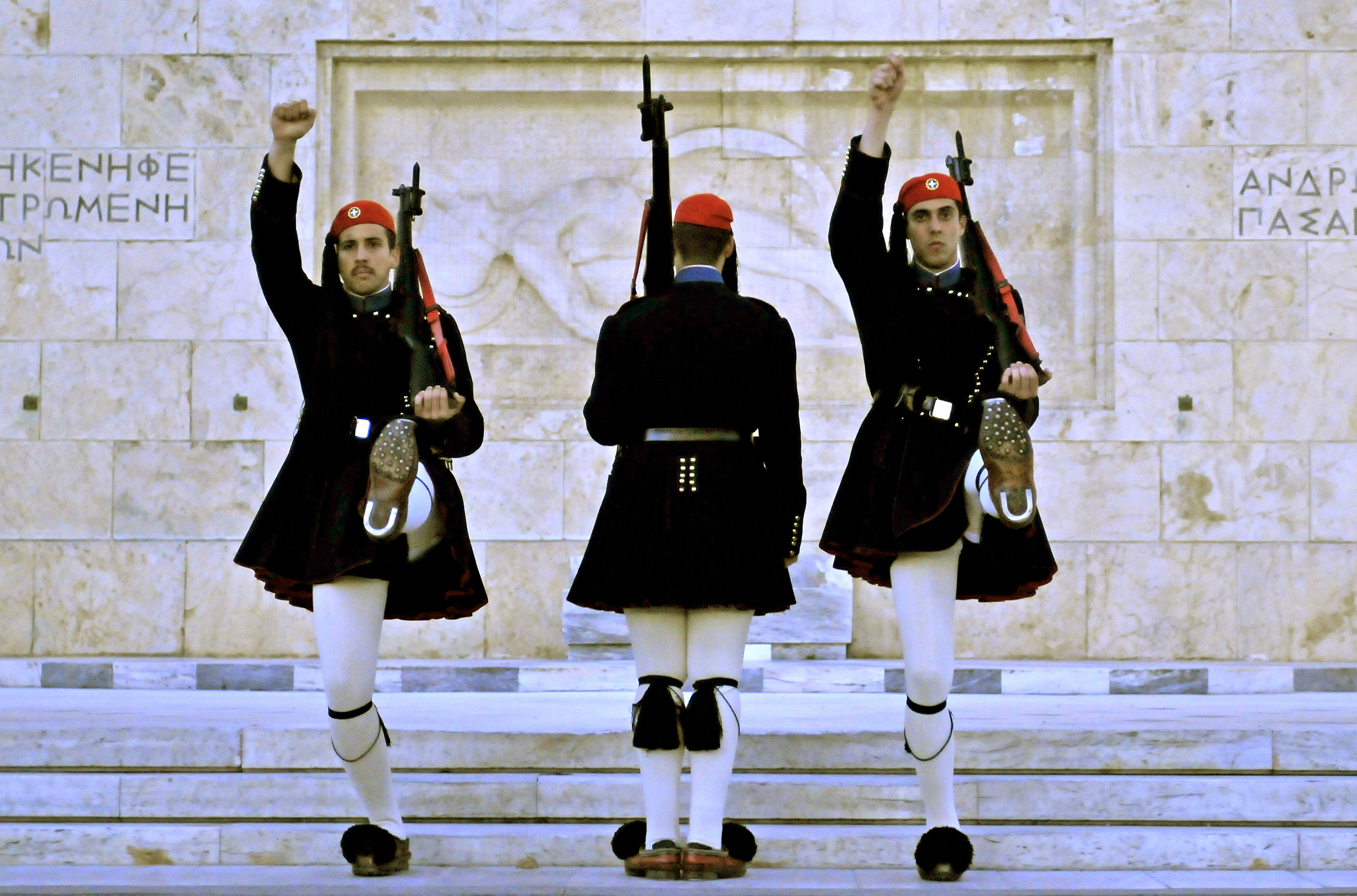
Momento della cerimonia del cambio della guardia davanti alla tomba del milite ignoto
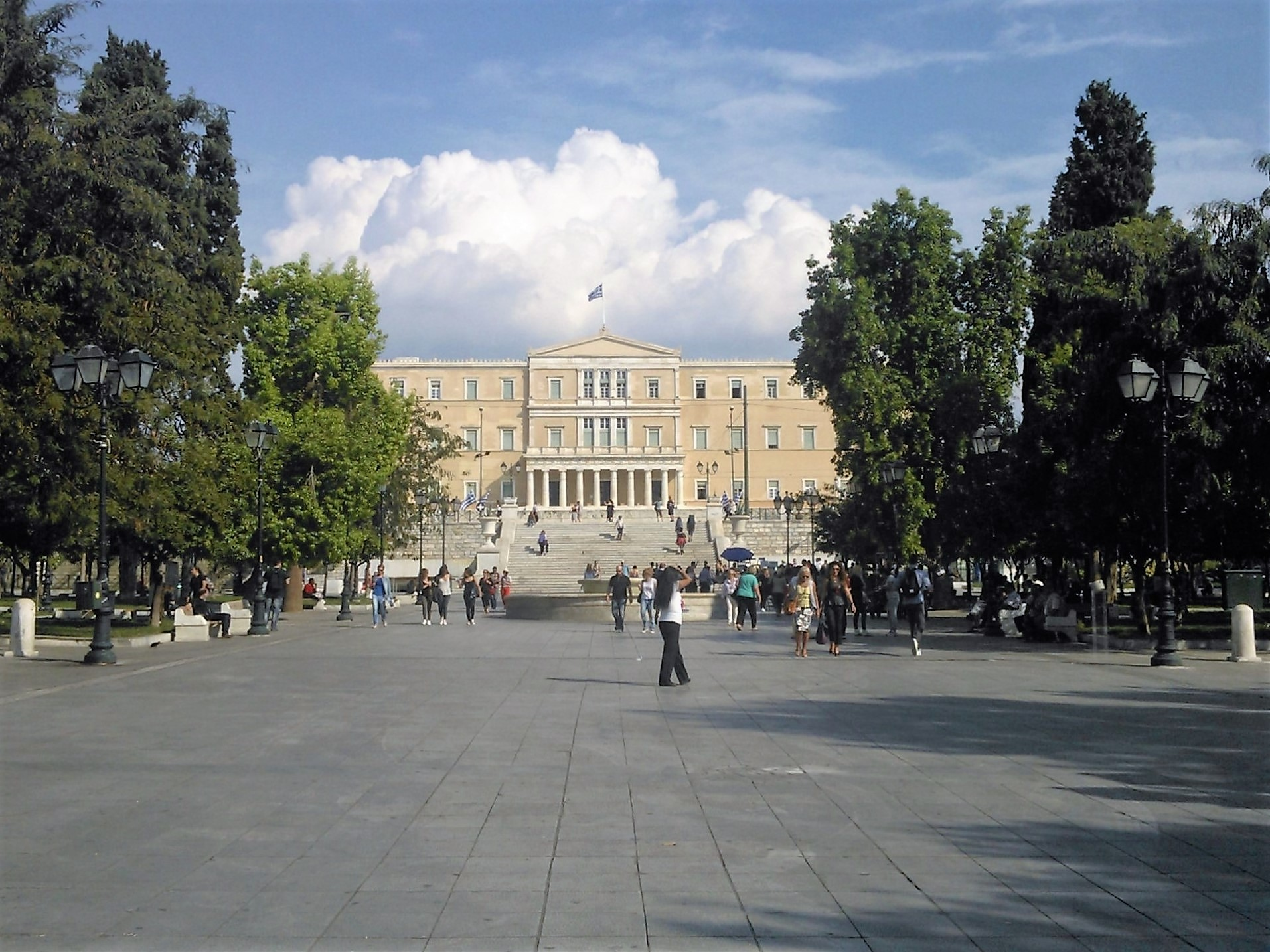
Vista della piazza guardando il Palazzo del Parlamento
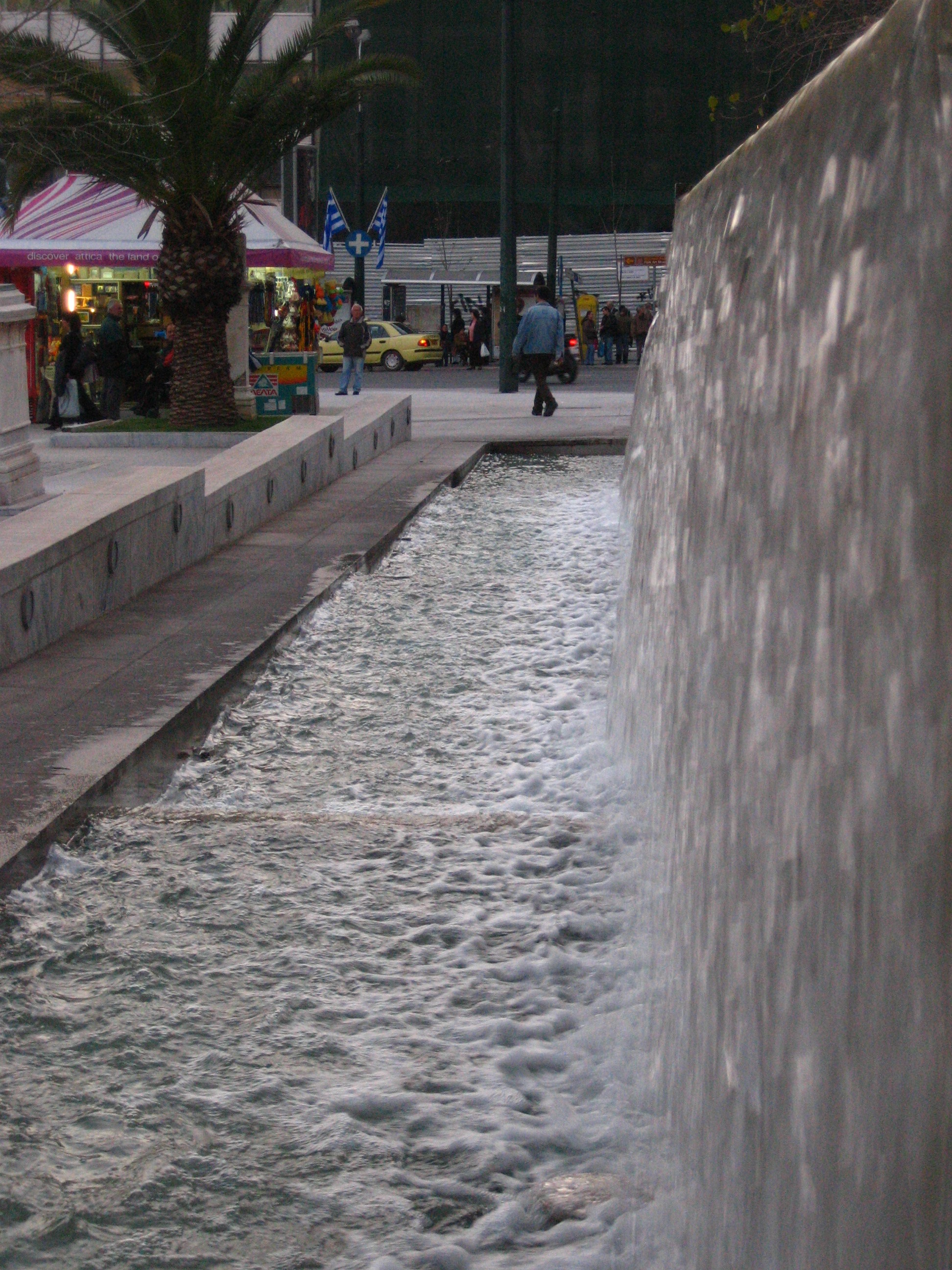
La fontana
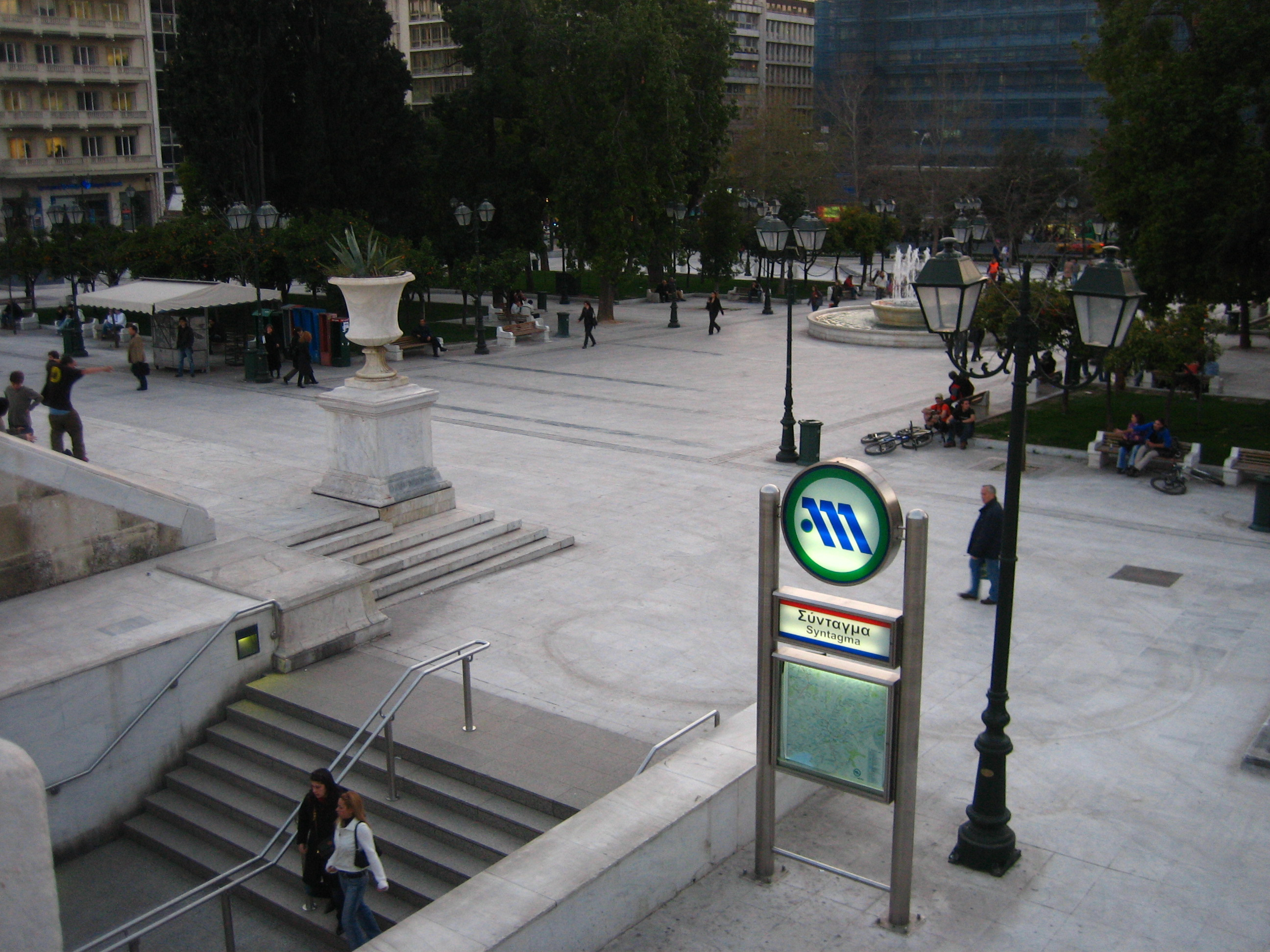
La stazione della Metro di Piazza Syntagma